# Битва за Дніпро (монета)
«Би́тва за Дніпро́» — ювілейна монета номіналом 5 гривень, випущена Національним банком України. Присвячена наступальним операціям Червоної Армії, здійсненим із серпня до грудня 1943 року. Вони стали завершенням корінного перелому в ході Німецько-радянської війни, — битви за Дніпро, під час якої 6 листопада 1943 року було визволено столицю України — місто Київ. Ця битва стала кульмінацією визволення України, значною мірою вплинула на подальший хід воєнних дій і сприяла розгрому нацистських загарбників.
Монету введено в обіг 30 жовтня 2013 року. Вона належить до серії «Друга світова війна».

## Опис монети та характеристики
| Номінал грн. | Метал      | Маса, грам | Діаметр, мм. | Якість виготовлення       | Гурт     | Тираж, штук |
| ------------ | ---------- | ---------- | ------------ | ------------------------- | -------- | ----------- |
| 5            | нейзильбер | 16,54      | 35,0         | спеціальний анциркулейтед | рифлений | 30 000      |

### Аверс
На аверсі монети розміщено: угорі малий Державний Герб України та напис півколом «НАЦІОНАЛЬНИЙ БАНК УКРАЇНИ»; у центрі — композицію, що символізує перемогу: цифри «1943», над якими — зображення салюту, унизу — лаврова гілка зі стрічкою ордена Слави та зіркою, праворуч над зіркою — рік карбування монети «2013»; унизу напис півколом — «П'ЯТЬ ГРИВЕНЬ» і логотип Монетного двору Національного банку України (праворуч).

### Реверс
На реверсі монети розміщено стилізовану динамічну композицію із зображенням наступальної операції за участю різних родів військ — танкових, піхоти, артилерії, авіації, Дніпровської військової флотилії тощо, дзеркальна поверхня символізує Дніпро, угорі — напис «БИТВА/ЗА ДНІПРО».

## Автори

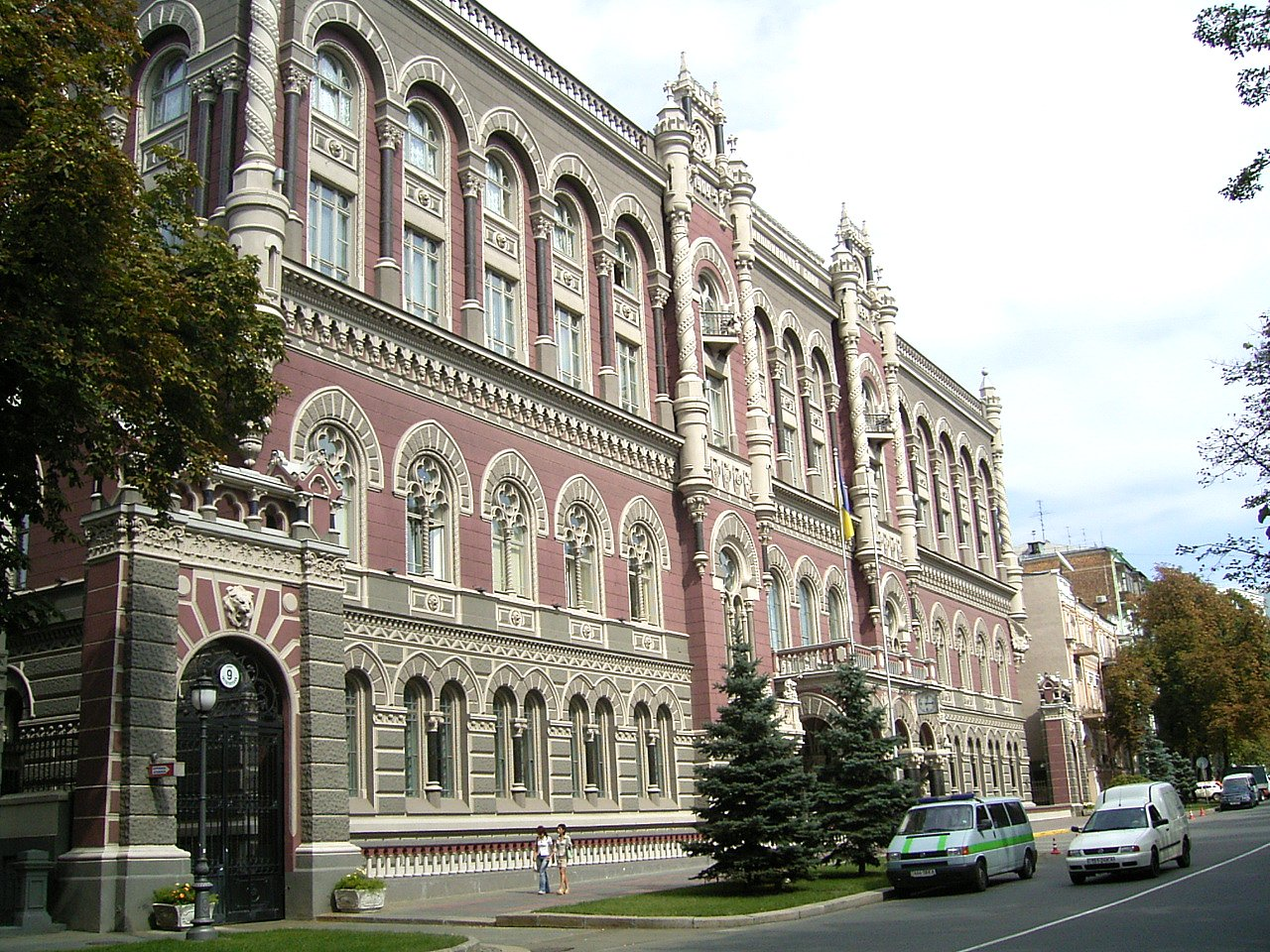
Будівля Національного банку України

- Художники: Таран Володимир, Харук Олександр, Харук Сергій.
- Скульптори: Чайковський Роман, Дем'яненко Володимир.

## Вартість монети
Під час введення монети в обіг у 2013 році, Національний банк України реалізовував монету через свої філії за ціною 25 гривень.
Фактична приблизна вартість монети, з роками змінювалася так:
| Рік        | 2014 | 2015 | 2016 | 2017 | 2018 | 2019 | 2020 | 2021 | 2022 | 2023 | 2024 | 2025 |
| ---------- | ---- | ---- | ---- | ---- | ---- | ---- | ---- | ---- | ---- | ---- | ---- | ---- |
| Ціна, грн. | 28   | 45   | 65   | 90   | 95   | 100  | 100  | 160  | 210  | 290  | 430  | 420  |